# Reprezentacja Związku Radzieckiego w piłce wodnej kobiet
Reprezentacja Związku Radzieckiego w piłce wodnej kobiet – zespół, biorący udział w imieniu Związku Radzieckiego w meczach i sportowych imprezach międzynarodowych w piłce wodnej, powoływany przez selekcjonera, w którym mogą występować wyłącznie zawodnicy posiadający obywatelstwo Związku Radzieckiego. Za jej funkcjonowanie odpowiedzialny był Związek Piłki Wodnej ZSRR (FWP SSSR), który był członkiem Międzynarodowej Federacji Pływackiej. Zespół ZSRR rozegrał swoje ostatnie mecze w 1991 roku.

## Historia
W lipcu 1990 reprezentacja Związku Radzieckiego rozegrała swój pierwszy oficjalny mecz w międzynarodowym turnieju "6 krajów" w Rzymie.

## Udział w turniejach międzynarodowych
Reprezentacji Związku Radzieckiego żadnego razu nie udało się zakwalifikować do Igrzysk Olimpijskich oraz finałów Mistrzostw świata.

### Mistrzostwa Europy
ZSRR jeden raz występował w finałach ME. W 1991 zajęła 5. miejsce.